# Nagymarton vasútállomás
Nagymarton vasútállomás (németül: Bahnhof Mattersburg) egy burgenlandi vasútállomás Nagymarton településen, melyet az ÖBB üzemeltet.

## Történelem

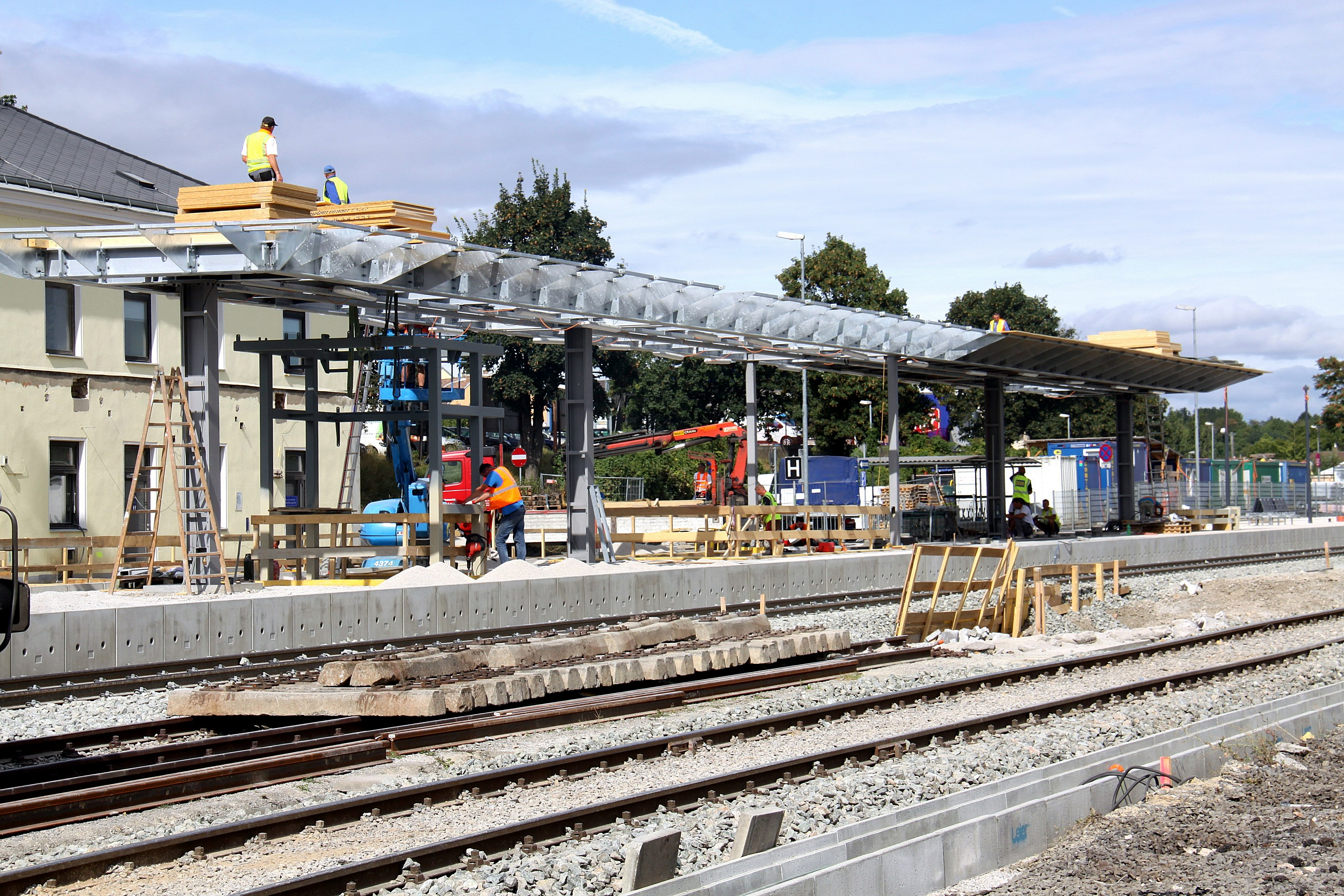
A rekonstrukció idején

2015 nyarától 2016 tavaszáig korszerűsítették az állomást.

## Vasútvonalak
Az állomást az alábbi vasútvonalak érintik:
- Sopron–Bécsújhely-vasútvonal

## Kapcsolódó állomások
A vasútállomáshoz az alábbi állomások vannak a legközelebb:
- Márczfalva-Fraknónádasd vasútállomás
- Bahnhof Mattersburg Nord

## Forgalom
| Járat                                | Útvonal | Gyakoriság                                                      |
| ------------------------------------ | --- | --------------------------------------------------------------- |
| személyvonat (Regionalexpress/REX93) | (Wien Hauptbahnhof (Bécs) – Wien Meidling – Baden bei Wien) – Wiener Neustadt Hauptbahnhof (Bécsújhely) – Mattersburg (Nagymarton) – Marz-Rohrbach (Márcfalva-Fraknónádasd) – Loipersbach-Schattendorf (Lépesfalva-Somfalva) – Sopron – Deutschkreutz (Sopronkeresztúr)                                                    | Munkanapokon 3 Bécs felé, délután óránként Sopronkeresztúr felé |
| személyvonat (Regional/R93)          | Wiener Neustadt Hauptbahnhof (Bécsújhely) – Katzelsdorf – Neudörfl (Lajtaszentmiklós) – Bad Sauerbrunn (Savanyúkút) – Wiesen-Sigleß (Rétfalu Siklósd) – Mattersburg Nord (Nagymarton-Északi) – Mattersburg (Nagymarton) – Marz-Rohrbach (Márcfalva-Fraknónádasd) – Loipersbach-Schattendorf (Lépesfalva-Somfalva) – Sopron | Óránként                                                        |